# Hradec-Nová Ves
Hradec-Nová Ves (in tedesco Gröditz-Neudorf, in polacco Grodziec-Nowa Wieś) è un comune della Repubblica Ceca facente parte del distretto di Jeseník, nella regione di Olomouc.